# Little (album)
Little è il primo album del cantautore statunitense Vic Chesnutt. Il disco, uscito nel 1990, è stato prodotto interamente da Michael Stipe, frontman dei R.E.M che per l'occasione veste anche i panni di tastierista.

## Tracce
1. Isadora Duncan - 4:37
2. Danny Carlisle - 2:59
3. Gepetto - 2:29
4. Bakersfield - 2:39
5. Mr. Reilly - 3:23
6. Rabbit Box - 2:17
7. Speed Racer - 4:44
8. Soft Picasso - 3:30
9. Independence Day - 3:53

## Formazione
- Vic Chesnutt - chitarra, armonica, voce
- Michael Stipe - tastiere
- Moira Nelligan - cori
- Joy Willey - banjo